# Alexander I van Bulgarije
Alexander Jozef van Battenberg (Bulgaars: Александър Йозеф фон Батенберг) (Verona, 25 april 1857 – Graz, 17 november 1893) was van 29 april 1879 tot 7 september 1886 de eerste vorst van Bulgarije. Hij was de tweede zoon van prins Alexander van Hessen uit diens morganatische huwelijk met Julia van Hauke, prinses van Battenberg. Hij was een neef van tsaar Alexander II van Rusland die getrouwd was met zijn tante aan vaderskant.
Alexander bracht in zijn jonge jaren veel tijd door in Sint-Petersburg. Hij en zijn oom, de tsaar, waren erg aan elkaar gehecht. Bulgarije werd in 1878 door de Vrede van Berlijn een zelfstandig vorstendom onder soevereiniteit van het Ottomaanse Rijk. Tsaar Alexander II raadde de Bulgaren aan zijn neef als staatshoofd te kiezen en op 29 april 1879 gebeurde dat unaniem. Alexander was op dat moment luitenant in Potsdam (Pruisen) en voordat hij naar Bulgarije ging, bezocht hij de tsaar, alle Europese grootmachten en de sultan van het Ottomaanse Rijk. Daarna voer hij op een Russisch oorlogsschip naar Varna, legde op 8 juli de eed af in Tirnova en ging naar Sofia, waar hij zeer enthousiast werd begroet door het volk.
Alexander had geen enkele ervaring of opleiding in het besturen van een land en hij had het er dan ook moeilijk mee. Hij werd continu vernederd door vertegenwoordigers van Rusland die hem duidelijk maakten dat verwacht werd dat hij slechts een marionet zou zijn. De Bulgaarse politiek zelf maakte het hem ook niet makkelijk. De politici waren hun vrijheid nog niet gewend en geschillen gingen niet zelden gepaard met geweld.
Na het twee jaar op deze manier geprobeerd te hebben, greep Alexander op 9 mei 1881 met toestemming van de nieuwe tsaar Alexander III de absolute macht en zette de radicaaldemocratische grondwet voor een periode van zeven jaar buitenspel. De Bulgaarse liberale en radicale politici waren furieus. Twee Russische generaals, Leonid Sobolev en Nikolai baron von Kaulbars, die door Rusland naar Bulgarije waren gezonden, namen nu de macht over. Nadat prins Alexander vergeefs had geprobeerd deze generaals te laten terugroepen, herstelde hij - tot vreugde van de Bulgaarse politieke partijen - op 18 september 1883 de grondwet. De verhouding met de tsaar werd hierdoor ernstig verstoord, ook omdat Alexander nu echt de Bulgaren steunde.
Op 18 september 1885 ontstond er in de Ottomaanse provincie Oost-Roemelië een opstand tegen de Turken (revolutie van Philippopel) en de provincie werd onder de naam Zuid-Bulgarije met Alexanders toestemming aan Bulgarije toegevoegd.
Alexander was een goed militair en diplomaat. Hij weerstond een invasie van Servië en achtervolgde koning Milan I na de Slag bij Slivnitsa (19 november 1885) tot aan de Servische stad Pirot, die hij veroverde. Door deze overwinning wist de prins het na lang onderhandelen op 5 april 1886 bij sultan Abdülhamit II voor elkaar te krijgen dat hij voor een periode van vijf jaar Oost-Roemelië mocht besturen. Deze overeenkomst werd hem in Bulgarije echter niet in dank afgenomen. Enige legerofficieren voelden zich tekortgedaan en zwoeren tegen de prins samen. In de nacht van 20 augustus werd hij in een paleis in Sofia gevangengenomen en gedwongen af te treden. Vervolgens werd hij overgedragen aan de Russische autoriteiten.
De voorzitter van het parlement, Stefan Stambolov, wierp echter de door de Russen ingestelde voorlopige regering omver en nodigde Alexander uit terug te keren. Diens positie was echter onhoudbaar geworden. Otto von Bismarck, in samenwerking met de Russische en Oostenrijkse regering, verbood hem de samenzweerders te straffen. Alexander deed daarom troonsafstand en verliet op 8 september 1886 het land. Tien maanden later, op 7 juli 1887, werd Ferdinand van Saksen-Coburg-Gotha tot nieuwe prins gekozen.
Alexander trok zich na zijn aftreden terug uit de openbaarheid. Een paar jaar later trouwde hij met de pianiste en operazangeres Johanna Loisinger en op 6 februari 1889 nam hij de titel 'graaf van Hartenau' aan. Hij vestigde zich in Graz en werd generaal-majoor in het Oostenrijks-Hongaarse leger. Na een kort ziekbed stierf hij op 17 november 1893. Zijn stoffelijk overschot werd naar Sofia vervoerd en in een te zijner ere gebouwd mausoleum geplaatst.